# Ernst Nolte
Pour les articles homonymes, voir Nolte.
Ernst Nolte, né le 11 janvier 1923 à Witten (Rhénanie-du-Nord-Westphalie) et mort le 18 août 2016 à Berlin, est un historien et philosophe allemand.
Spécialiste des mouvements politiques de l'entre-deux-guerres, en particulier des fascismes, il est professeur émérite à l'université libre de Berlin.
Il a notamment travaillé sur le concept de guerre civile européenne.

## Biographie
Ernst Nolte est l'étudiant de Martin Heidegger et d'Eugen Fink dont il reprend certains principes phénoménologiques dans sa méthodologie. Avec Reinhart Koselleck, il est placé parmi les historiens allemands les plus marquants de la seconde moitié du XXe siècle. Ses travaux peuvent être rapprochés de ceux de François Furet et du spécialiste italien du fascisme Renzo De Felice. Nolte entretient d'ailleurs une correspondance avec ces deux historiens qui, comme lui, ont développé un paradigme interprétatif (ou « compréhensif ») des phénomènes idéologiques du XXe siècle.
Avec Eugen Weber, Nolte est l'un des premiers historiens à avoir consacré durant les années 1960 une étude très exhaustive sur l'Action française. Mais ce premier volume d'un ouvrage intitulé Der Faschismus in seiner Epoche (Le Fascisme dans son époque) fait l'objet de plusieurs controverses parce que Nolte rapproche le mouvement nationaliste d'Action française avec le fascisme italien et le national-socialisme. De même, il fait procéder ces trois courants d'extrême droite d'un anticommunisme présenté comme l'une des causes majeures de la formation des trois types de fascisme qu'il analyse. L'ouvrage, longtemps après sa publication, reste un livre de référence pour la connaissance des droites nationalistes européennes.
Après plusieurs volumes sur le fascisme, Nolte s'intéresse également à la genèse de la Guerre froide ; il consacre aussi des ouvrages au bolchévisme, qu'il rapproche du nazisme, à la méthodologie en histoire, à Friedrich Nietzsche et à Max Weber.
En 2000, Nolte reçoit le prix Konrad-Adenauer.

## Travaux sur la genèse des totalitarismes
Dans La Guerre civile européenne, publié en Allemagne en 1989, Ernst Nolte affirme : 

« Ce qu'il y a dans le national-socialisme de plus essentiel, c'est son rapport au marxisme, au communisme particulièrement, dans la forme qu'il a prise grâce à la victoire des bolcheviks. »

Sa thèse est que les fascismes sont une double réaction à la fois contre la révolution bolchévique et le système démocratique libéral qui leur sont antérieurs. Les fascismes empruntent une part importante de leur idéologie aux démocraties (le système de l'union du peuple avec le gouvernement, l'idée de « volonté générale ») et au communisme (système totalitaire, élimination des opposants, unification de la société). Il rappelle l'idée que, dans la pensée de Hitler, l'apparition de l'antimarxisme est plus virulente et antérieure à l'apparition de l'antisémitisme. Hitler parle d'ailleurs dans ses textes de jeunesse du complot « judéo-bolchévique » : thèse renforcée par la présence forte de Juifs « déjudaïsés » dans les instances communistes.
L'un des points communs aux régimes fascistes et au bolchevisme qu'il suggère est la désignation d'une minorité d'ennemis irréconciliables du peuple, responsable de tous les maux de la société, et devant être éliminée physiquement. Pour cette raison, Nolte considère ces régimes comme des régimes de « guerre civile ».
Nolte est partisan de la théorie du totalitarisme, sous la forme d'une conception qu'il désigne par le nom de « historico-génétique » pour montrer sa différence avec celle de Hannah Arendt. Il établit un lien qu'il nomme « nexus causal » — qui n'est pas un lien d'une causalité rigide et contraignante — entre le Goulag et Auschwitz : les nazis sont en partie, mais pas uniquement, une réaction au régime bolchevique. Ernst Nolte utilise de surcroît la notion de « noyau rationnel » pour désigner les données réelles sur lesquelles se construisent les passions irrationnelles : d'une manière comparable aux pogroms médiévaux qui partaient du « noyau rationnel » consistant en ce que les Juifs assuraient la fonction d'usurier, l'antisémitisme nazi a pour « noyau rationnel » l'importance de personnalités juives dans le socialisme, le communisme et le capitalisme.
Cette thèse fait l’objet de nombreuses critiques. On lui reproche sa méthode comparative et sa définition du fascisme comme un phénomène « transnational » européen, et, surtout, de minimiser les crimes nazis. Nolte se défend de ces critiques en affirmant que le but de sa démarche, loin de toute minimisation de ses crimes, est de « rendre intelligible » l'épisode national-socialiste, en l'analysant en tant qu'objet philosophique et sociologique. Selon Nolte, la simple condamnation morale du nazisme en tant que « mal absolu » est incompatible avec l'étude rationnelle de ses origines et de sa nature et doit donc être dépassée au profit d'une analyse combinée de ce qu'il appelle les « partis de guerre civile » européens, catégorie dans laquelle il inclut le régime national-socialiste allemand et le régime marxiste-léniniste soviétique de 1917 à 1945. Cette approche comparative, toujours selon Nolte, n'implique aucune espèce d'indulgence particulière envers le nazisme qu'il accuse explicitement d'avoir commis « des crimes atroces auxquels nul autre ne peut être comparé dans l'histoire du monde ».

Cette controverse est connue sous le nom d’Historikerstreit, ou « querelle des historiens » et est suscitée par la publication, dans l'édition datée du 6 juin 1986 du Frankfurter Allgemeine Zeitung, d’un article intitulé « Un passé qui ne veut pas passer », et dans lequel il pose la question : 

« L’archipel du Goulag n’est-il pas plus originel qu’Auschwitz ? L’assassinat pour raison de classe perpétré par les bolcheviks n’est-il pas le précédent logique et factuel de l’assassinat pour raison de race perpétré par les nazis ? »

De nombreux intellectuels, historiens, philosophes, s’élèvent contre la thèse de Nolte, qualifié de « révisionniste », parfois avec virulence. C'est le cas en particulier de Jürgen Habermas et d’Eberhard Jäckel, pendant ladite querelle des historiens.
Dans un essai intitulé Encumbered Remembrance, publié pour la première fois dans le Frankfurter Allgemeine Zeitung le 29 août 1986, Joachim Fest affirme que l'argument de Nolte selon lequel les crimes nazis ne sont pas singuliers est correct. Fest accuse Habermas de « dyslexie académique » et d'« assassinat moral » dans ses attaques contre Nolte.

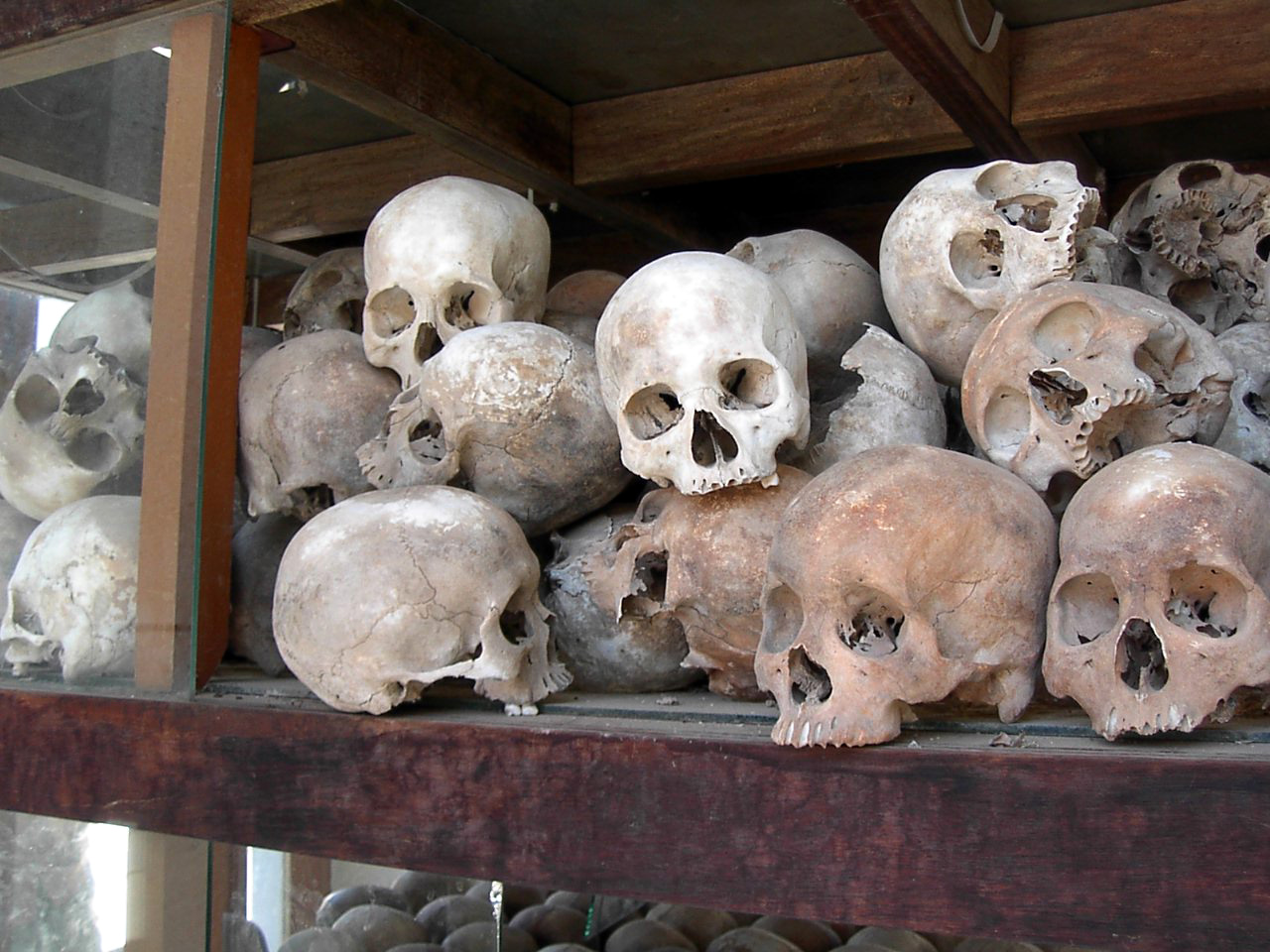
Crânes de victimes khmers rouges. Joachim Fest a défendu Nolte en faisant valoir que Habermas était raciste en soutenant qu'il était naturel pour les Cambodgiens de pratiquer le génocide et non naturel pour les Allemands.

Cependant, la méthode « compréhensive » de Nolte connaît un succès considérable en Italie. En France, son nom reste associé à celui de François Furet avec qui il entretient une correspondance vouée à devenir célèbre publiée dans la revue Commentaire, puis réunie sous le titre Fascisme et communisme. Au cours de cet échange, Furet, tout en avouant sa dette envers Nolte, n'endosse pas sa thèse centrale, qui est de considérer le fascisme italien et le national-socialisme comme des idéologies essentiellement antimarxistes visant à répondre au totalitarisme bolchevique dont ils seraient des copies, certes « plus horribles que l’original ».

## Ouvrages

### Traductions françaises
- Les Mouvements fascistes : l'Europe de 1919 à 1945, Paris, Calmann-Lévy, collection « Les grandes vagues révolutionnaires », 1969. Traduit de l'allemand par Rémi Laureillard
- Le Fascisme dans son époque, 3 vol.: L'Action française, Le Fascisme italien, Le National-socialisme, Paris, Julliard, 1970
- Le Fascisme, de Mussolini à Hitler, Paris, Librairie Universelle, « Encyclopédie politique », 1973. Préface par Jorge Semprún
- (avec François Furet, correspondance), Fascisme et communisme, Paris, Plon, 1998
- La Guerre civile européenne (1917-1945) : national-socialisme et bolchevisme, Paris, Édition des Syrtes, 2000. Traduit de l'allemand par Jean-Marie Argelès ; préface par Stéphane Courtois. Réédition : Paris, Librairie Académique Perrin, collection « Tempus », 2011
- Nietzsche. Le champ de bataille, Paris, Bartillat, 2000. Traduit de l'allemand par Fanny Husson ; préface par Édouard Husson
- Les fondements historiques du national-socialisme, Monte-Carlo, Éditions du Rocher, 2002
- Fascisme & totalitarisme, textes rassemblés par Stéphane Courtois, Robert Laffont, coll. « Bouquins », 2008
- Entre les lignes de front, Paris, Le Rocher, coll. « Démocratie ou Totalitarisme », 2008

### Titres originaux

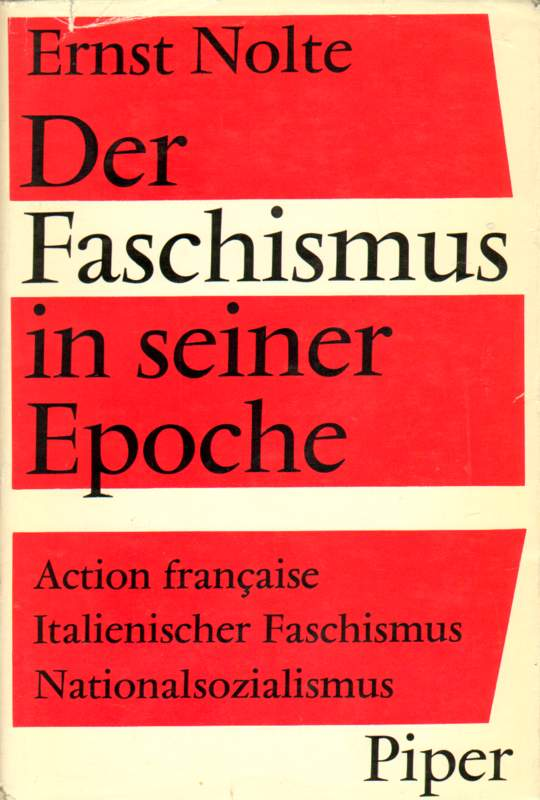
Couverture de Der Faschismus in seiner Epoche.

- Couverture de Der Faschismus in seiner Epoche.Der Faschismus in seiner Epoche. Action française - Italienischer Faschismus - Nationalsozialismus (1963)
- Die faschistischen Bewegungen (1966)
- Die Krise des liberalen Systems und die faschistischen Bewegungen (1968)
- Sinn und Widersinn der Demokratisierung in der Universität (1968)
- (éd.) Theorien über den Faschismus (1984)
- Marxismus und Industrielle Revolution (1983)
- Deutschland und der Kalte Krieg (1985)
- Der europäische Bürgerkrieg 1917–1945. Nationalsozialismus und Bolschewismus (1989)
- Das Vergehen der Vergangenheit. Antwort an meine Kritiker im sogenannten Historikerstreit (1988)
- Nietzsche und der Nietzscheanismus (1990)
- Geschichtsdenken im 20. Jahrhundert. Von Max Weber bis Hans Jonas (1991)
- Martin Heidegger. Politik und Geschichte im Leben und Denken (1992)
- Die Deutschen und ihre Vergangenheiten. Erinnerung und Vergessen von der Reichsgründung Bismarcks bis heute (1995)
- (avec François Furet) "Feindliche Nähe": Kommunismus und Faschismus im 20. Jahrhundert. Ein Briefwechsel (1998)
- Historische Existenz. Zwischen Anfang und Ende der Geschichte? (1998)
- Der kausale Nexus. Über Revisionen und Revisionismen in der Geschichtswissenschaft. Studien, Artikel und Vorträge 1990–2000 (2002)
- L'eredità del nazionalsocialismo. Publication en italien (2003)
- Siegfried Gerlich im Gespräch mit Ernst Nolte: Einblick in ein Gesamtwerk (2005)
- Die Weimarer Republik. Demokratie zwischen Lenin und Hitler (2006)
- (de) Ernst Nolte, Späte Reflexionen : über den Weltbürgerkrieg des 20. Jahrhunderts, Vienne (Autriche) et Leipzig, Karolinger, 25 juin 2011, 316 p. (ISBN 978-3-85418-142-2, DNB 101195737X)Ouvrage non traduit en français, mais dont le titre pourrait être rendu par « Réflexions tardives : Sur la guerre civile universelle du XXe siècle ».